# Takayuki Yokoyama
Takayuki Yokoyama (横山 貴之 Yokoyama Takayuki?), född 22 december 1972 i Kochi prefektur, är en japansk före detta fotbollsspelare.
Yokoyama började sin karriär 1995 i Cerezo Osaka. Han spelade 92 ligamatcher för klubben. 2000 flyttade han till Shimizu S-Pulse. Med Shimizu S-Pulse vann han japanska cupen 2001. Efter Shimizu S-Pulse spelade han för Sagawa Express Osaka. Han avslutade karriären 2002.